# أبو بكري ياكوبو
أبو باكري ياكوبو (بالإنجليزية: Abubakari Yakubu)‏ (13 ديسمبر 1981 غانا - 31 أكتوبر 2017 غانا) هو لاعب كرة قدم غاني سابق كان يلعب كلاعب وسط، شارك في كأس الأمم الأفريقية 2006.

## الروابط الخارجية
- أبو بكري ياكوبو على موقع الاتحاد الدولي (مؤرشف)  (الإنجليزية)
- أبو بكري ياكوبو على موقع قاعدة بيانات كرة القدم.إي يو (الإنجليزية)
- أبو بكري ياكوبو على موقع ناشيونال فوتبول تيمز (الإنجليزية)
- أبو بكري ياكوبو على موقع Soccerway.com (الإنجليزية)